# Montemor-o-Novo
Montemor-o-Novo és un municipi portuguès al districte d'Évora (subregió de l'Alentejo Central, regió de l'Alentejo). L'any 2004 tenia 18.540 habitants. Limita al nord amb Coruche, a l'est amb Arraiolos i Évora, al sud amb Viana do Alentejo i Alcácer do Sal i a l'oest amb Vendas Novas i Montijo.
És el poble natal de Sant Joan de Déu.
| Població del concelho de Montemor-o-Novo (1801 – 2004) | Població del concelho de Montemor-o-Novo (1801 – 2004) | Població del concelho de Montemor-o-Novo (1801 – 2004) | Població del concelho de Montemor-o-Novo (1801 – 2004) | Població del concelho de Montemor-o-Novo (1801 – 2004) | Població del concelho de Montemor-o-Novo (1801 – 2004) | Població del concelho de Montemor-o-Novo (1801 – 2004) | Població del concelho de Montemor-o-Novo (1801 – 2004) | Població del concelho de Montemor-o-Novo (1801 – 2004) |
| ------------------------------------------------------ | ------------------------------------------------------ | ------------------------------------------------------ | ------------------------------------------------------ | ------------------------------------------------------ | ------------------------------------------------------ | ------------------------------------------------------ | ------------------------------------------------------ | ------------------------------------------------------ |
| 1801                                                   | 1849                                                   | 1900                                                   | 1930                                                   | 1960                                                   | 1981                                                   | 1991                                                   | 2001                                                   | 2004                                                   |
| 8027                                                   | 9614                                                   | 16601                                                  | 29005                                                  | 37328                                                  | 20210                                                  | 18632                                                  | 18578                                                  | 18540                                                  |

## Freguesies
- Cabrela
- Ciborro
- Cortiçadas
- Foros de Vale de Figueira
- Lavre
- Nossa Senhora da Vila
- Nossa Senhora do Bispo
- Santiago do Escoural
- São Cristóvão
- Silveiras